# Грмово
Грмово (алб. Gërmovë) је насеље у општини Витина, Косово и Метохија, Република Србија.
Овде се налазила Црква Светог Јована у Грмову.

## Становништво
| Демографија | Демографија | Демографија |
| Година      | Становника  | Становника  |
| ----------- | ----------- | ----------- |